# Cavazzo Carnico
Cavazzo Carnico es una localidad y comune italiana de la provincia de Udine, región de Friuli-Venecia Julia, con 1107 habitantes.Toma su nombre del lago más grande de la región. 

## Evolución demográfica
| Gráfica de evolución demográfica de Cavazzo Carnico entre 1861 y 2001 |
|                                                                       |
| Fuente ISTAT - elaboración gráfica de Wikipedia                       |